# Linea 77
Linea 77 — итальянская метал-группа основанная в 1993 году. Песня "Inno All’Odio", из пятого альбома группы Available For Propaganda была включена в саундтрек компьютерной игры FIFA 06. Позже группа подписала контракт с лейблом Universal Records.
В 2008 группа Linea 77 выпустила сингл под названием Sogni Risplendono, в записи которого принял участие итальянский певец и композитор Тициано Ферро, также на данную композицию был снят видеоклип.

## Текущий состав
- Нитто (Никола Сангермано) — вокал
- Чинаски (Пауло Паванелло) — гитара
- Дейд (Давид Паванелло) — бас-гитара(1993—2012), вокал (2012)
- Тоццо (Кристиан Монтанарелла) — ударные, перкуссия
- Маджо (Фабио Зомпа) — бас-гитара (2012)
- Пауло (Пауло Паганелли) — гитара (2012)

### Бывшие участники
- Сибба — вокал (1993—1996)
- Колино — гитара (1993—1996)
- Эми (Эмилиано Аудисио) — вокал (1993—2012)

## Дискография

### Альбомы
- 1998 — Too Much Happiness Makes Kids Paranoid
- 2001 — Ket.ch.up Sui.ci.de
- 2003 — Numb
- 2005 — Available for Propaganda
- 2007 — Venareal
- 2008 — Horror Vacui
- 2010 — 10
- 2011 — Live 2010
- 2015 — Oh!

### EP
- 2013 — «La speranza è una trappola»

### Демо
- 1995 — Ogni cosa al suo posto
- 1997 — Kung fu
- 1998 — The Spaghetti Incident?

### Синглы
- 1998 — Meat
- 2000 — Ket.ch.up Sui.ci.de
- 2001 — Potato Music Machine
- 2001 — Moka
- 2003 — Fantasma
- 2003 — Third Moon
- 2004 — 66 (diabolus in musica) (совместно с Subsonica)
- 2005 — Evoluzione
- 2006 — Inno All’Odio
- 2008 — Il Mostro
- 2008 — Sogni Risplendono (совместно с Тициано Ферро)
- 2008 — The Sharp Sound of Blades
- 2008 — La Nuova Musica Italiana
- 2009 — Mi Vida
- 2010 — Vertigine
- 2010 — Aspettando Meteoriti

## Видеоклипы
- Numbed (2004)